# Moe River
Moe River är ett vattendrag i Australien. Det ligger i delstaten Victoria, omkring 120 kilometer öster om delstatshuvudstaden Melbourne. Moe River ligger vid sjön Moe Sewage Authority Settling Pond.
I omgivningarna runt Moe River växer i huvudsak städsegrön lövskog. Runt Moe River är det ganska tätbefolkat, med 70 invånare per kvadratkilometer. Genomsnittlig årsnederbörd är 1 343 millimeter. Den regnigaste månaden är juni, med i genomsnitt 189 mm nederbörd, och den torraste är januari, med 59 mm nederbörd.